# Janczo Patrikow
Janczo Patrikow (bg. Янчо Патриков, ur. 15 marca 1944, zm. 16 marca 2014) – bułgarski zapaśnik walczący w stylu wolnym. Brązowy medalista mistrzostw świata w 1970; piąty w 1967. Mistrz Europy w 1969 i drugi w 1966 i 1967 roku.